# Râul Martonca
Râul Martonca este un curs de apă, afluent al râului Mureș în Depresiunea Gheorghieni.  

## Hărți
- Harta Județul Harghita
- Harta Munții Giurgeu  Arhivat în 27 septembrie 2007, la Wayback Machine.